# الکساندر سفاسمن

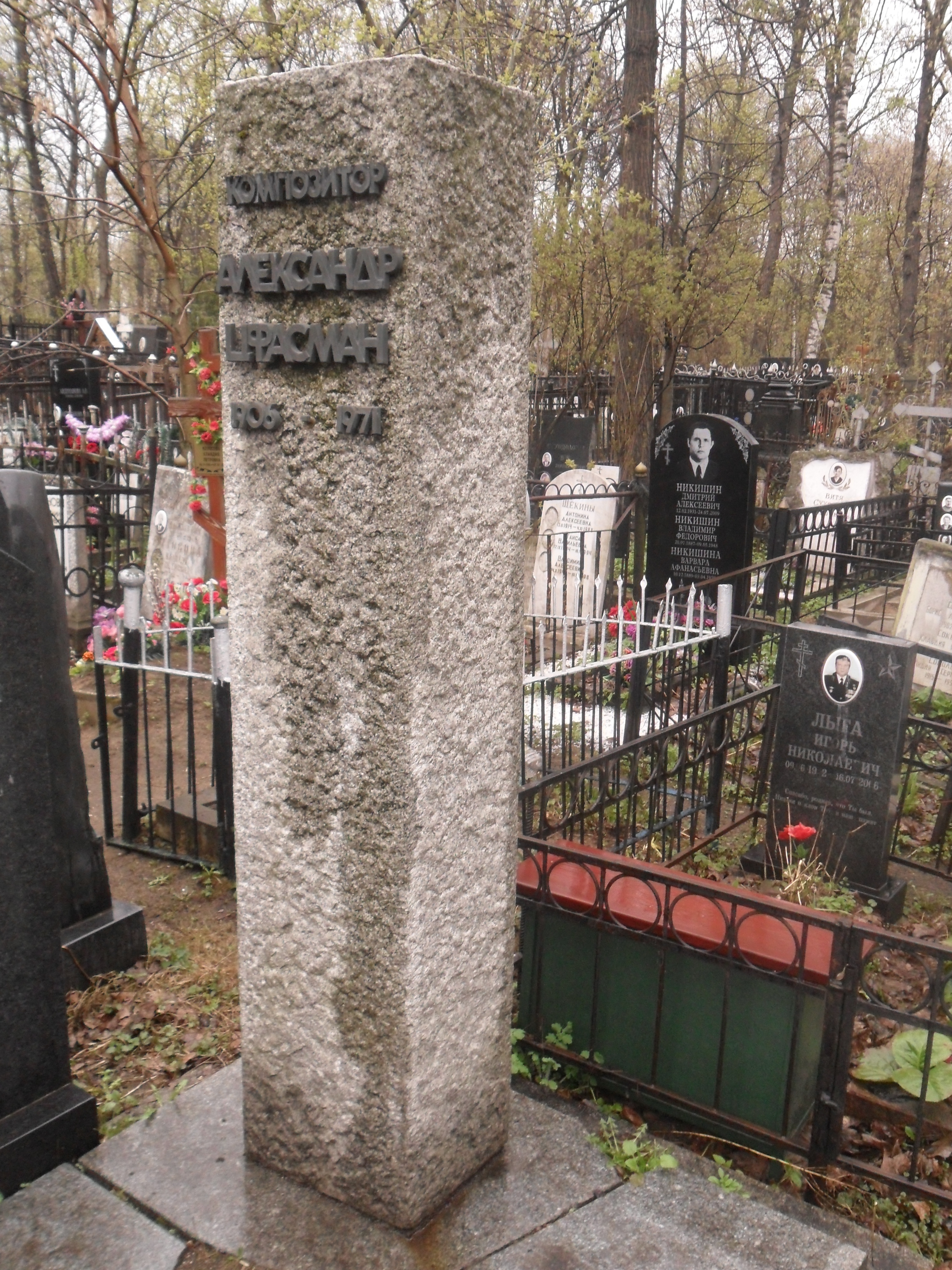
الکساندر سفاسمن

الکساندر نائوموویچ سفاسمن (روسی: Александр Наумович Цфасман؛ ۱۴ دسامبر ۱۹۰۶ – ۲۰ فوریهٔ ۱۹۷۱) رهبر ارکستر، نوازنده پیانو، موسیقی‌دان، آهنگساز مؤلف و فعال مدنی اهل اتحاد جماهیر شوروی سوسیالیستی بود.
وی دانش‌آموختهٔ کنسرواتوار دولتی چایکوفسکی مسکو است و نوازندگی پیانو را از فلیکس بلومنفلد آموخت.
او یکی از هنرمندان برجستهٔ جاز در اتحاد جماهیر شوروی سوسیالیستی در اواسط دههٔ ۲۰ تا اواخر دههٔ ۶۰ میلادی بود.